# آن فيتز
آن فيتز (بالإنجليزية: Ann Fitz)‏ هي محامية أمريكية، ولدت في 5 أبريل 1977.